# Iraq (província del Califat)
La província de l'Iraq fou una entitat administrativa del califat omeia que va existir als segles VII a X, sent la més rica i poblada. Va tenir diverses capitals sent les més importants Kufa i Bagdad. Pertanyia al sassànides i va ser dominada pels musulmans vers 638 esdevenint després del 750 sota els abbàssides, el centre del poder califal.

## Història
Després de l'assassinat del califa Alí ibn Abi-Tàlib, mort a Kufa el 27 de gener del 661, Muàwiya I va triomfar ràpidament i el centre del califat es va desplaçar a Síria. Després d'un període de més de vuit anys, Ziyad ibn Abihi, governador de Bàssora des de 665, va passar a controlar també Kufa (670) i l'Iraq va formar una província única amb capital a Kufa (fins aleshores hi havia governadors a Kufa i Bàssora) i va exercir el poder fins a la seva mort el 673. El va succeir (va prendre possessió formalment el 675) el seu fill Ubayd-Al·lah ibn Ziyad, al que es considera en part responsable de la mort de l'alida al-Hussayn ibn Alí ibn Abi-Tàlib a Karbala el 680, a l'inici del califat de Yazid I.
Durant la revolta d'Abd-Al·lah ibn az-Zubayr, al que es van unir la major part dels habitants de Kufa i Bàssora i en especial els tamimites, l'administració i la direcció militar rebel a l'Iraq va estar en mans de Mússab ibn az-Zubayr. Va haver de fer front a l'agitador al-Mukhtar ibn Abi-Ubayd (686) al que va derrotar en la batalla d'Harura el 686; al-Mukhtar va morir en combat el 3 d'abril del 687 en una sortida, quan estava assetjat a Kufa per Musab. L'octubre del 691 el califa Abd-al-Màlik ibn Marwan (685–705) va derrotar i matar a Musab a la vora del Dujayl.
Bixr ibn Marwan germà d'Abd-al-Màlik havia estat nomenat governador de l'Iraq amb seu a Kufa on segurament va entrar el 692. Aquest any o el 693 Bàssora, que havia format un govern separat, fou reunida al govern de Kufa; el governador de Bàssora Khàlid ibn Abd-Al·lah ibn Khàlid ibn Assid havia estat destituït per la mala direcció de la guerra contra els kharigites i Bixr es va ocupar d'aquesta lluita probablement a partir del 693, deixant a Kufa com a lloctinent a Amr ibn Hurayth al-Makhzumí; però el seu germà li va ordenar entregar el comandament de les forces militars a Abu-Saïd al-Muhàl·lab ibn Abi-Sufra, el que va fer a contracor, ja que volia nomenar cap de l'exèrcit a Úmar ibn Ubayd-Al·lah ibn Mamat. Bixr patia una infecció a un ull que es va anar agreujant i li va causar la mort el 694 i el va substituir al-Hajjaj (694-714) considerat molt enèrgic i que havia tingut queixes al seu govern de l'Hijaz, però, com que els kharigites continuaven actius, calia un governador de les seves característiques.
El govern que se li va donar no incloïa el Sistan (Sijistan) ni el Khorasan però si el Jibal i Pèrsia. Va retornar la disciplina a les tropes de Kufa i de Bàssora; aquestes darreres estaven generalment aquarterades a Ramhurmuz, a l'altre costat del Tigris, sota comandament d'Abu-Saïd al-Muhàl·lab ibn Abi-Sufra, però per orde de Bixr abans de morir, havien deixat el seu quarter i rodaven de ciutat en ciutat; sota l'amenaça d'execució, els soldats van retornar al quarter; Ibn Yusuf en persona els va pagar el sou; va fer front a un motí dirigit per Ibn al-Jarud a causa d'una rebaixa del sou assignat pel mateix califa; el motí fou reprimit amb duresa.
Després va enviar a l'exèrcit contra els kharigites azarika que havien nomenat califa a Qatarí ibn al-Fujaa, i que foren derrotats per les tropes omeies sota la direcció d'al-Muhàl·lab (696). Al mateix temps a Mossul el cap kharigita Xabib ibn Yazid sortia cap a l'Iraq, però fou tanmateix derrotat a la vora del Dujayl (Khuzistan) mercès al suport que Ibn Yússuf va rebre de les tropes de Síria enviades pel califa (primavera del 697). Tot seguit el governador de Madain, al-Mutàrrif ibn al-Mughira ibn Xuba, que s'havia revoltat aliat als kharigites, fou derrotat.
Llavors el govern d'al-Hajjaj fou ampliat al Khorasan i Sistan (697); va delegar el govern de Khorasan en el general Abu-Saïd al-Muhàl·lab ibn Abi-Sufra (697-701); el Sistan en canvi s'havia escapat del control califal i per recuperar la regió va enviar des de Kirman al general Abd-ar-Rahman ibn al-Àixath al front d'un exèrcit ben equipat conegut com l'«exèrcit dels paons»" (Jayx at-tawawis). Ibn al-Àixath va conquerir a poc a poc Sistan i va assegurar les conquestes que feia; però al-Hajjaj estava impacient i li va ordenar avançar ràpidament sota amenaça de ser substituït pel seu germà Ishaq. Al-Àixath, que sabia que el conjunt de militars del seu exèrcit eren hostils a al-Hajjaj i a la guerra en aquells territoris llunyans, els va deixar decidir, i tots es van declarar per la revolta contra l'hegemonia siriana i de fet en darrer terme, contra el mateix califa. Coneguda la revolta milers d'homes es van unir a l'exèrcit rebel que va pujar a 100.000 soldats. Els rebels van avançar cap a Iraq, van entrar a Kufa i a Bàssora. A la rodalia de Bàssora al-Hajjaj va quedar assetjat; va demanar ajut al califa que va enviar un exèrcit dirigit per dos dels seus fills, amb ordes de negociar i oferir a al-Àixath el perdó i la revocació d'al-Hajjaj abans de lluitar. Però els rebels van rebutjar la proposta de pau i es va lliurar batalla a Dayr al-Jamajim en la que al-Àixath fou derrotat (701) i tot seguit a Maskin a la riba del Dujayl al Khuzistan, on igualment el rebel fou derrotat. Uns tres anys després al-Àixath es va suïcidar.
Llavors al-Hajjaj es va dedicar a reprimir el bandidatge de grups kurds i daylamites. El 702 va fundar la ciutat de Wasit a mig camí entre Kufa i Bàssora, que va agafar com a residència i on va establir a les tropes sirianes, per limitar el seu contacte amb els iraquians. El governador tenia el domini de tots els territoris orientals del califat, si bé a Khorasan el 701 havia mort Abu-Saïd al-Muhàl·lab ibn Abi-Sufra i l'havia succeït el seu fill Yazid ibn Abi-Saïd (701-704) que complia amb lentitud l'orde d'exterminar als darrers seguidors d'al-Àixath; per respondre dels seus actes fou cridat a Wasit per al-Hajjaj (703) i com que no hi va anar, va aconseguir la seva deposició per part del califa (704) i llavors fou empresonat.
Sota el califa al-Walid I (705-715), la llibertat d'iniciativa d'al-Hajjaj (que li havia donat suport per pujar al tron com encarregat pel califa difunt de regular la successió i contra les pretensions d'Abd-al-Aziz ibn Marwan) fou total. Fou en aquest temps que es va conquerir la Transoxiana (per Qutayba ibn Múslim), Oman (Mujjaa ibn Sir, i Sind (Muhàmmad ibn al-Qàssim ath-Thaqafí), obra de generals designats per al-Hajjaj.
Al-Hajjaj va fer moltes obres de canalització per millorar l'agricultura a les terres baixes del Tigris i l'Eufrates, va repartir terres per posar en explotació i va castigar l'abandonament.
A la mort d'al-Walid I l'havia de succeir com a hereu designat el seu germà Sulayman ibn Abd-al-Màlik (que fou califa del 715 al 717) enemic jurat d'al-Hajjaj que s'havia oposat a la seva designació com a successor, i que a més era amic íntim de Yazib ibn al-Muhàl·lab (destituït del govern del Khorasan a petició d'al-Hajjaj). Però al-Hajjaj va morir el juny del 714, un any abans de la mort d'al-Walid. Després d'un breu govern va ser nomenat governador Yazib ibn al-Muhàl·lab (715-720). Al-Hajjaj havia afavorit als Banu Qays (Qays Aylan) però Yazid va donar suport al grup dels iemenites i va perseguir als kaysites. Yazid fou empresonat el 720 per orde del califa Umar II (Úmar ibn Abd-al-Aziz, 717–720), i va ser nomenat governador Maslama ibn Abd-al-Màlik, que va rebre poc després ordes del califa Yazid II ibn Abd-al-Malik (720–724), que era hostil a les tribus iemenites, de protegir els kaysites. Yazid es va escapar de la presó i va organitzar una revolta que Maslama ibn Abd-al-Màlik va reprimir (721). El va substituir (721/722) el seu company d'armes en el front romà d'Orient Úmar ibn Hubayra amb l'encàrrec de liquidar al partit dels muhallàbides. Com que el Khorasan estava dins el territori de la seva competència hi va designar un delegat kaysita Saïd ibn Amr al-Haraixí, però tot i que va tenir grans èxits i va portar als sogdians al camp musulmà fou substituït aviat per un bakrita, Múslim ibn Said ibn Aslam ibn Zura. Fou destituït només pujar al tron el califa Hixam ibn Abd-al-Màlik (724–743) i substituït pel iemenita Khalid ibn Abd-Al·lah al-Kasri, que va durar fins al 738 i va restaurar l'ordre a la província (fou executat després per ordre del califa al-Walid II ibn Yazid (743–744). Yazid ibn Úmar va governar al seu lloc fins al 744.
El 744 Yazid III va nomenar governador d'Iraq i Jibal a Abd-Al·lah ibn Úmar ibn Abd-al-Aziz, fill del califa Úmar II, que es va enemistar amb els caps sirians de la zona. Al pujar al tron Marwan II es va revoltar a Kufa Abd-Al·lah ibn Muàwiya, besnet de Jàfar (Jàfar ibn Abi-Tàlib), el germà d'Alí ibn Abi-Tàlib (octubre) a Kufa però fou derrotat per Abd-Al·lah ibn Úmar ibn Abd-al-Aziz que el va obligar a fugir. Poc després el califa va donar el govern d'Iraq a an-Nadr ibn Saïd al-Haraixí, i Abd-Al·lah, que era a Hira, va refusar de deixar el càrrec. An-Nadr es va presentar amb les seves forces a Kufa i quan s'anaven a enfrontar van aparèixer el kharigites dirigits per ad-Dahhak ibn Qays, i encara que an-Nadr i Abd-Al·lah van concertar un arranjament i van decidir combatre junts contra el cap kharigita, foren derrotats per aquest (abril o maig del 745). Abd-Al·lah va fugir a Wasit i ad-Dahhak va entrar a Kufa. Els dos governadors van continuar tot seguit la seva lluita i ad-Dahhak els va poder derrotar per separat. Abd-Al·lah, assetjat durant uns mesos a Wasit, va haver de signar un acord de pau amb Ad-Dahhak. Yazid ibn Úmar, fill d'Ibn Hubayra, fou enviat com a governador el 746 i va haver de dominar la província poble a poble, ja que la rebel·lió kharigita s'estenia: els va derrotar a Ayn al-Tamr, i pacificada la regió del Sawad va poder recuperar Ahwaz, el Jibal i la Jazira, però va fracassar al Khorasan on no va poder evitar que el governador Nasr ibn Sayyar fos derrotat per Abu-Múslim. El seu lloctinent Amir ibn Dubara va morir en combat en Jabalh (vers 748) i va perdre Kufa (29 d'agost del 749), on els iemenites havien estat molt actius, i es va haver de tancar a Wasit on va quedar assetjat durant més d'onze mesos, fins que finalment es va haver de rendir a Hàssan ibn Qàhtaba, lloctinent d'Abu-Múslim, i fou executat junt amb els seus oficials.
L'arribada al poder dels abbàssides va suposar que al-Mansur traslladés a l'Iraq del centre del califat i la província va passar a ser domini directe del califa en 762.

## Governados omeies de l'Iraq
Governadors de Kufa
- Sad ibn Abi-Waqqàs 638-643
- Umar ibn Yasir 644
- Abu Musa al-Ashari 644
- Al-Mughira ibn Xuba 644-646
- Sad ibn Abi-Waqqàs (segona vegada) 646-647
- Al-Walid ibn Uqba ibn Abi-Muayt 647-651
- Sad ibn Abi-Waqqàs (tercera vegada) 651-655
- Abu-Mussa al-Aixarí (segona vegada) 655-658
- Abu-Massud Uqba ibn Àmir 658-661
- Abd-Al·lah ibn Àmir 661
- Al-Mughira ibn Xuba (segona vegada) 661-670

Governadors de l'Iraq
- Ziyad ibn Abihi 670-673
- Ubayd-Al·lah ibn Ziyad 673-679 o 675-679 (a Bàssora)
- Numan ibn Baixir al-Ansarí 679-680
- Ubayd-Al·lah ibn Ziyad (segona vegada) a Kufa i Bàssora 680-683
- Amir ibn Massud 683-684
- Abd-Al·lah ibn Yazid al-Khatmí 684
- Abd-Al·lah ibn Miti 684
- Al-Hàris ibn Abi-Rabia 685-690
- Bixr ibn Marwan 690-693
- Amr ibn Hurayth al-Makhzumí 693-694
- Al-Hajjaj ibn Yússuf 694-714
- Sulayman ibn Yazi 714-715
- Yazid ibn al-Muhàl·lab 715-716 (càrrec oficialment fins al 717)
- Sàlih ibn Abd-ar-Rahman 716-720? (delegat de l'anterior 716-717)
- Màslama ibn Abd-al-Màlik 720?-721
- Úmar ibn Hubayra 721-724
- Khàlid ibn Abd-Al·lah al-Qasrí 724-738
- Yússuf ibn Úmar ath-Thaqafí 738-744
- Mansur ibn Júmhur 744
- Abd-Al·lah ibn Úmar 744-746 (nomenat per Yazid III, oposat a Marwan II
- An-Nadr ibn Saïd al-Haraixí (745-746 nomenat per Marwan II)
- Yazid ibn Úmar 746-749
- Daud ibn Alí 749-750
- Issa ibn Mussa 750-764 (abbàssida)

## Governadors militars de Bagdad
- Al-Hàssan ibn Sahl 813-822

### Mussàbides o tahírides
- Tàhir (I) ibn al-Husayn ibn Mússab (governador de Khorasan 821-822) 820-822
- Ishaq ibn Ibrahim ibn Mússab 822-849
- Muhàmmad (I) ibn Ishaq 849-850
- Abd-Al·lah ibn Ishaq 850-851
- Muhàmmad (II) ibn Abd-Al·lah ibn Tàhir 851-867
- Ubayd-Al·lah ibn Abd-Al·lah ibn Tàhir 867-869
- Sulayman ibn Abd-Al·lah 869-879
- Ubayd-Al·lah ibn Abd-Al·lah (segona vegada) 879-884
- Muhàmmad (III) ibn Tàhir ibn Abd-Al·lah ibn Tàhir 884-890
- Ubayd-Al·lah ibn Abd-Al·lah (tercera vegada) 890-891

### Esclaus turcs
- Badr al-Mutadidí 891-?
- Munis al-Mudhàffar vers 908-933
- Ibn Ràïq 936-938
- Bàjkam 938-941
- Kurankij 941
- Abu-Abd-Al·lah Àhmad al-Baridí 941 (visir)
- Ibn Ràïq 941-942
- Abu-l-Hussayn al-Baridí 942
- Tuzun 943-945
- Ibn Xirzad agost-desembre 945
- buwàyhides 945